# 罗桑丹贝尼玛
罗桑丹贝尼玛（1744年—1807年）藏族，凉州乃亥央人，第二世（不计追认）智合仓活佛。

## 生平
罗桑丹贝尼玛于1744年生于凉州乃亥央。后来成为第二世（不计追认）智合仓活佛，为瞿昙寺寺主。1793年出任塔尔寺第三十六任法台。1807年，罗桑丹贝尼玛圆寂。